# 피노키오 (2022년 실사 영화)
"피노키오"(Pinocchio)는 2022년 공개된 미국의 뮤지컬, 판타지 드라마 영화이다. 로버트 저메키스가 감독과 공동 각본을 맡았으며, 동명 디즈니 애니메이션 영화를 실사화한 작품이다.

## 출연진
- 벤저민 에번 에인스워스 - 피노키오 역 (목소리)
- 톰 행크스 - 제페토 영감 역
- 신시아 어리보 - 푸른 요정 역
- 루크 에번스 - 코치맨 역
- 조셉 고든 레빗 - 지미니 크리켓 역 (목소리)
- 키건마이클 키 - 여우 "어니스트" 존 워싱턴 퍼울펠로우 역 (목소리)
- 로렌 브라코 - 갈매기 소피아 역 (목소리)

## 같이 보기
- 피노키오 (1940년 영화)
- 피노키오의 모험